# Lodares
Lodares, também conhecida como Santa Marinha de Lodares, é uma povoação portuguesa sede da Freguesia de Lodares do Município de Lousada, freguesia com 3,58 km² de área e 2063 habitantes (censo de 2021), tendo, por isso, uma densidade populacional de 576,3 hab./km².

## Demografia
A população registada nos censos foi:
| Distribuição da População por Grupos Etários | Distribuição da População por Grupos Etários | Distribuição da População por Grupos Etários | Distribuição da População por Grupos Etários | Distribuição da População por Grupos Etários |
| -------------------------------------------- | -------------------------------------------- | -------------------------------------------- | -------------------------------------------- | -------------------------------------------- |
| Ano                                          | 0-14 Anos                                    | 15-24 Anos                                   | 25-64 Anos                                   | > 65 Anos                                    |
| 2001                                         | 370                                          | 280                                          | 912                                          | 175                                          |
| 2011                                         | 396                                          | 257                                          | 1128                                         | 221                                          |
| 2021                                         | 338                                          | 247                                          | 1175                                         | 303                                          |

## História
Na confluência dos dois rios, Sousa e Mezio, Lodares recolhe os ricos sedimentos deixados pelos seus cursos. Lama, Sequeiros, Bairros e Quintans são algumas das ancestrais propriedades que beneficiaram destas excelentes condições.
Nas Inquirições do reinado de D. Afonso III, os jurados referem que a freguesia pertencia a cavaleiros e herdadores, e a confirmação do pároco era do arcebispo de Braga. Sendo que, nesta altura, existiam 39 "casais", e a sua maioria era pertencente ao Mosteiro de Bustelo e ao Mosteiro do Pombeiro.
Pelas Inquirições de D. Dinis a Quinta de Lodares, que tinha sido de Martim Leitão, e a que também chamavam de "Joía", foi devassada pelo que aí passou a entrar o mordomo.
Nas "Memórias Paroquiais de 1758", a freguesia é pertencente à Comarca de Penafiel, Bispado do Porto, e Termo da Vila de Barcelos, concelho de Lousada, sendo os Patronos o "Bispo" e o "Convento de Cete". Sendo referenciado neste documento que "sobre o dito sitio de Souza tem o mesmo (…) duas rodas de moinhos e não tem pizoins, nem noras, tem hum lagar de Azeite em hum sitio que chamam Alamo que moy, com gado".

## Património
Igreja: A paroquial de Lodares foi muito alterada nos últimos anos, principalmente ao nível da fachada. Trata-se de um edifício do século dezoito, podendo-se encontrar, ainda, alguns vestígios da antiga igreja espalhados pelo jardim da casa paroquial.
Capelas: A Capela de Santa Isabel vem já referida no Catálogo dos Bispos do Porto, sendo, portanto, anterior a 1623. Contudo, a construção que hoje vemos é obra dos finais de Setecentos.
Outros locais de interesse: Para além de vários solares com bastante interesse, tais como a Casa de Vilar, a Casa das Quintans ou a Casa da Lama, pode igualmente encontrar-se, em frente à igreja, um belo calvário que se organiza pelo pequeno outeiro. Será datável do século XVIII.